# Manfred Wandt
Manfred Wandt (* 1955 in Neuburg an der Donau) ist ein deutscher Jurist und Hochschullehrer an der Johann Wolfgang Goethe-Universität Frankfurt am Main.

## Leben
Wandt studierte ab 1976 Rechtswissenschaften an der Universität Mannheim mit zeitweiligen Studienaufenthalten in Paris und Straßburg. 1981 legte er in Mannheim sein Erstes Juristisches Staatsexamen ab, 1984 folgte das Zweite. Vier Jahre später schloss er, ebenfalls in Mannheim, seine Promotion ab. Diese Arbeit wurde, ebenso wie die 1993 erfolgte Habilitation, mit einem Preis der Dr.-Kurt-Hamann-Stiftung ausgezeichnet. Mit der Habilitation erwarb er die venia legendi für die Fächer Bürgerliches Recht, Privatversicherungsrecht, Internationales Privatrecht, Europäisches Recht und Rechtsvergleichung.
1994 hatte er an der Universität Hannover seine erste ordentliche Professur inne, 1995 wechselte er an die Universität Frankfurt am Main. Dort leitet er seit 2003 das damals neu gegründete Institut für Versicherungsrecht. Von 2008 bis 2012 war er zunächst Dekan, später Prodekan der Frankfurter rechtswissenschaftlichen Fakultät.
Manfred Wandt ist unter anderem Mitglied des Deutschen Vereins für Versicherungswissenschaft und des Versicherungsbeirates der Bundesanstalt für Finanzdienstleistungsaufsicht. Er gehört zur Gruppe der Wissenschaftler, die die PEICL (Principles of European Insurance Contract Law) und die PRICL (The Principles of Reinsurance Contract Law) veröffentlicht hat.

## Werke (Auswahl)
- Die Geschäftsführung ohne Auftrag im Internationalen Privatrecht. Duncker & Humblot, Berlin 1989, ISBN 978-3-428-06605-6. (Dissertation)
- Internationale Produkthaftung. Verlag Recht und Wirtschaft, Heidelberg 1995, ISBN 978-3-8005-1143-3. (Habilitationsschrift)
- Gesetzliche Schuldverhältnisse. 10. Auflage. Vahlen, München 2020, ISBN 978-3-8006-6309-5.
- Änderungsklauseln in Versicherungsverträgen. VVW, Karlsruhe 2000, ISBN 978-3-88487-893-4.
- Theo Langheid, Manfred Wandt (Hrsg.): Münchener Kommentar zum Versicherungsvertragsgesetz: VVG (Gesamtwerk in drei Bänden). 2. Auflage. C.H. Beck, München 2016, ISBN 978-3-406-67311-5.
- Versicherungsrecht. 6. Auflage. Vahlen, München 2016, ISBN 978-3-8006-4816-0.

Zudem ist Wandt Mitherausgeber der Frankfurter Vorträge zum Versicherungsrecht, der Reihe Solvency II in der Rechtsanwendung, der Verbraucherschutz Produktsicherheit Umweltschutz und Hauptschriftleiter der Versicherungsrecht.